# Hôn nhân cùng giới ở Rhode Island
Hôn nhân cùng giới đã được công nhận hợp pháp tại bang Rhode Island của Hoa Kỳ kể từ ngày 1 tháng 8 năm 2013. Nhà nước đã cho phép một hình thức đối tác trong nước hạn chế từ năm 2002 đến 2011, và sự hình thành các kết hợp dân sự từ năm 2011 cho đến khi nhà nước bắt đầu công nhận hôn nhân cùng giới năm 2013.